# Sergei Polinski
Sergei Polinski (em russo:  Сергей Полинский; Riazã, 16 de setembro de 1981) é um ciclista profissional russo que competiu nos Jogos Olímpicos de Verão de 2008 em duas provas de ciclismo de pista.